# Jim Cooper
James Hayes Shofner Cooper, detto Jim (Nashville, 19 giugno 1954), è un politico e avvocato statunitense, membro della Camera dei Rappresentanti per lo stato del Tennessee dal 1983 al 1995 e dal 2003 al 2023.

## Biografia
Nato a Nashville, Cooper si laureò in legge ad Harvard e dopo gli studi lavorò come avvocato.
Nel frattempo però aveva cominciato ad operare in politica con il Partito Democratico e ben presto lasciò la professione legale candidandosi alla Camera dei Rappresentanti nel 1982. Cooper riuscì a farsi eleggere deputato sconfiggendo l'avversaria repubblicana Cissy Baker, figlia dell'allora senatore Howard Baker. Negli anni successivi gli elettori gli conferirono altri cinque mandati consecutivi, finché nel 1994 decise di candidarsi al seggio senatoriale lasciato dal neo-Vicepresidente Al Gore. Cooper però subì una pesante sconfitta da parte dell'avversario repubblicano, l'attore Fred Thompson, e inoltre anche il seggio della Camera che aveva occupato fino ad allora venne conquistato da un repubblicano, Van Hilleary.
Dopo la sconfitta Cooper tornò al settore privato e accettò un incarico come docente alla Vanderbilt University. Sette anni dopo decise di cercare di nuovo l'elezione alla Camera e riuscì nell'intento. Venne poi sempre riconfermato con alte percentuali di voto negli anni successivi.
Si ritirò dalla Camera dei rappresentanti alla fine del 117º Congresso.
A livello ideologico, Cooper è un democratico piuttosto centrista e fa parte della New Democrat Coalition e della Blue Dog Coalition.